# Орловка (Янаульський район)
Орло́вка (рос. Орловка, башк. Орловка) — село у складі Янаульського району Башкортостану, Росія. Адміністративний центр Орловської сільської ради.
Населення — 374 особи (2010; 340 у 2002).
Національний склад:
- росіяни — 48 %